# Якість життя
Я́кість життя́ — це економіко-філософська категорія, яка постійно еволюціонує та характеризує матеріальну та духовну комфортність існування людей. Він складається з очікувань окремої людини або суспільства на хороше життя. Ці очікування керуються цінностями, цілями та соціально-культурним контекстом, у якому живе людина. Він служить еталоном, за допомогою якого людина чи суспільство можуть виміряти різні сфери особистого життя. Ступінь, в якій власне життя збігається з бажаним стандартним рівнем.
Якість життя включає все: від фізичного здоров'я, сім'ї, освіти, зайнятості, багатства, безпеки, свободи, релігійних переконань та навколишнього середовища. ЯЖ має широкий спектр контекстів, включаючи сфери міжнародного розвитку, охорони здоров'я, політики та зайнятості. Якість життя, пов’язана зі здоров’ям (HRQOL) - це оцінка якості життя та її взаємозв’язку зі здоров’ям. Якість життя не слід плутати з поняттям рівня життя, яке базується насамперед на доходах.
За даними Всесвітньої організації охорони здоров’я (ВООЗ), якість життя визначається як «сприйняття людиною своєї життєвої позиції в контексті культури та систем цінностей, в яких вона живе, і стосовно своїх цілей».

## Визначення ВООЗ
Всесвітня організація охорони здоров'я визначає якість життя як сприйняття людьми свого положення в житті залежно від культурних особливостей і системи цінностей та у зв'язку з їхніми цілями, очікуваннями, стандартами, турботами. Також вона пропонує оцінювати якість життя по параметрах:
- фізичні: енергійність, втома, фізичний дискомфорт, сон і відпочинок;
- психологічні: самооцінка, концентрація, позитивні емоції, негативні переживання, мислення;
- ступінь незалежності: повсякденна активність, працездатність, залежність від ліків і лікування;
- життя в суспільстві: повсякденна активність, соціальні зв'язки, дружні зв'язки, суспільна значущість, професіоналізм;
- довкілля: житло та побут, безпека, дозвілля, доступність інформації, екологія (клімат, забрудненість, густонаселеність);
- духовність і особисті переконання.

## Кількісне вимірювання
На відміну від ВВП на душу населення або рівня життя, які обидва можна виміряти у фінансових показниках, важче проводити об'єктивні або довгострокові вимірювання якості життя країн або інших груп людей. Останнім часом дослідники почали виділяти два аспекти особистого самопочуття: емоційний добробут, у якому респондентів запитують про якість їхніх повсякденних емоційних переживань - частоту та інтенсивність переживань, наприклад, радісь, стрес, смуток, гнів і прихильність - і оцінка життя, в якій респондентам пропонується подумати про своє життя загалом і оцінити його за шкалою. Такі системи та шкали вимірювань використовуються вже деякий час. Дослідження намагалися вивчити взаємозв'язок між якістю життя та продуктивністю праці. Існує багато різних методів вимірювання якості життя з точки зору охорони здоров’я, багатства та матеріальних благ. Однак набагато складніше виміряти осмислене вираження своїх бажань. Один із способів зробити це - оцінити масштаби того, як люди здійснюють власні ідеали. Якість життя може просто означати щастя, суб’єктивний стан душі.

## Методологія дослідження
Дослідження використовує 9 факторів якості життя для визначення оцінки країни:
1. Здоров'я: очікувана тривалість життя (в роках). Джерело: US Census Bureau
2. Сімейне життя: Рівень розлучень (на 1 тисячу осіб), ставиться оцінка від 1 (мало розлучень) до 5 (багато розлучень). Джерела: ООН; Euromonitor
3. Громадське життя: Змінна приймає значення 1 якщо в країні високий рівень відвідуваності церков або профспілкового членства. Джерело: World Values Survey
4. Матеріальний добробут: ВВП на душу населення, Паритет купівельної спроможності. Джерело: Economist Intelligence Unit
5. Політична стабільність та безпека: Рейтинги політичної стабільності та безпеки. Джерело: Economist Intelligence Unit
6. Клімат та географія: Широта, для розрізнення холодних та жарких кліматів. Джерело: CIA World Factbook
7. Гарантія роботи: Рівень безробіття (у %). Джерело: Economist Intelligence Unit
8. Політична свобода: Середній індекс політичної та громадянської свободи. Шкала від 1 (повністю вільна) до 7 (невільна). Джерело: Freedom House
9. Гендерна рівність: Вимірюється шляхом ділення середньої зарплати чоловіків на зарплату жінок. Джерело: UNDP Human Development Report

## Якість життя в Україні
2007 року Україна за якістю життя посіла 57 місце серед 63 країн світу.
У рейтингу країн Україна на 62 місці з охорони здоров'я; на 52 місці з добробуту; на 49 місці з довкілля разом з Азербайджаном, Білоруссю, Грецією, Ісландією, Росією, США, Угорщиною і Чехією; на 44 місці з суспільства разом з Естонією, Македонією, Пакистаном, і Уругваєм; та на 34 місці з освіти разом з Литвою, Росією і Чилі.
Якість життя в Україні — одна з найгірших серед усіх європейських країн, а також усіх країн колишнього СРСР, які увійшли рейтингу. Така оцінка відповідає результатам аналогічних досліджень авторитетних міжнародних організацій: Україна посідала 78 місце зі 177 за Індексом людського розвитку ООН, 98 зі 111 за Індексом якості життя журналу The Economist і 174 із 178 за Індексом щастя Фонду нової економіки.
У 2019 році Україна посіла 62 місце у світі за рівнем якості життя. 

## Виноски
1. ↑  Потенціал України та його реалізація. Архів оригіналу за 17 квітня 2009. Процитовано 19 серпня 2009. [Архівовано 2009-04-17 у Wayback Machine.]
2. ↑  За показником якості життя Україну обійшли всі сусідні країни - рейтинг (Українська) . 16.02.2019. Архів оригіналу за 14 червня 2019. Процитовано 16.02.2019. {{cite web}}: |first= з пропущеним |last= (довідка)